# Наканиси, Хидэтоси
Хидэтоси Наканиси (яп. 中西 英敏; род. 3 июля 1958, Фукуока) — японский дзюдоист, чемпион и призёр чемпионатов Японии, победитель и призёр международных турниров, чемпион мира, участник летних Олимпийских игр 1984 года в Лос-Анджелесе.

## Карьера
Выступал в лёгкой (до 71 кг) весовой категории. Чемпион (1982—1983 годы) и бронзовый призёр (1984, 1985) чемпионатов Японии. Дважды (1981 и 1982 годы) побеждал на престижном международном турнире памяти Дзигоро Кано в Токио. В 1983 году на чемпионате мира в Москве стал чемпионом мира.
На летних Олимпийских играх 1984 года в Лос-Анджелесе занял 5-е место в лёгкой весовой категории.
С 1998 года профессор дзюдо в университете Токай (Канагава, Япония).